# Риб (коммуна)
Риб (фр. и окс. Ribes) — коммуна во Франции, находится в регионе Рона — Альпы. Департамент коммуны — Ардеш. Входит в состав кантона Жуайёз. Округ коммуны — Ларжантьер.
Код INSEE коммуны — 07189.

## Население
Население коммуны на 2008 год составляло 259 человек.
| 1962 | 1968 | 1975 | 1982 | 1990 | 1999 | 2008 |
| ---- | ---- | ---- | ---- | ---- | ---- | ---- |
| 240  | 249  | 230  | 250  | 309  | 284  | 259  |

## Экономика
В 2007 году среди 155 человек в трудоспособном возрасте (15—64 лет) 117 были экономически активными, 38 — неактивными (показатель активности — 75,5 %, в 1999 году было 67,2 %). Из 117 активных работали 96 человек (47 мужчин и 49 женщин), безработных было 21 (14 мужчин и 7 женщин). Среди 38 неактивных 8 человек были учениками или студентами, 15 — пенсионерами, 15 были неактивными по другим причинам.

## Фотогалерея

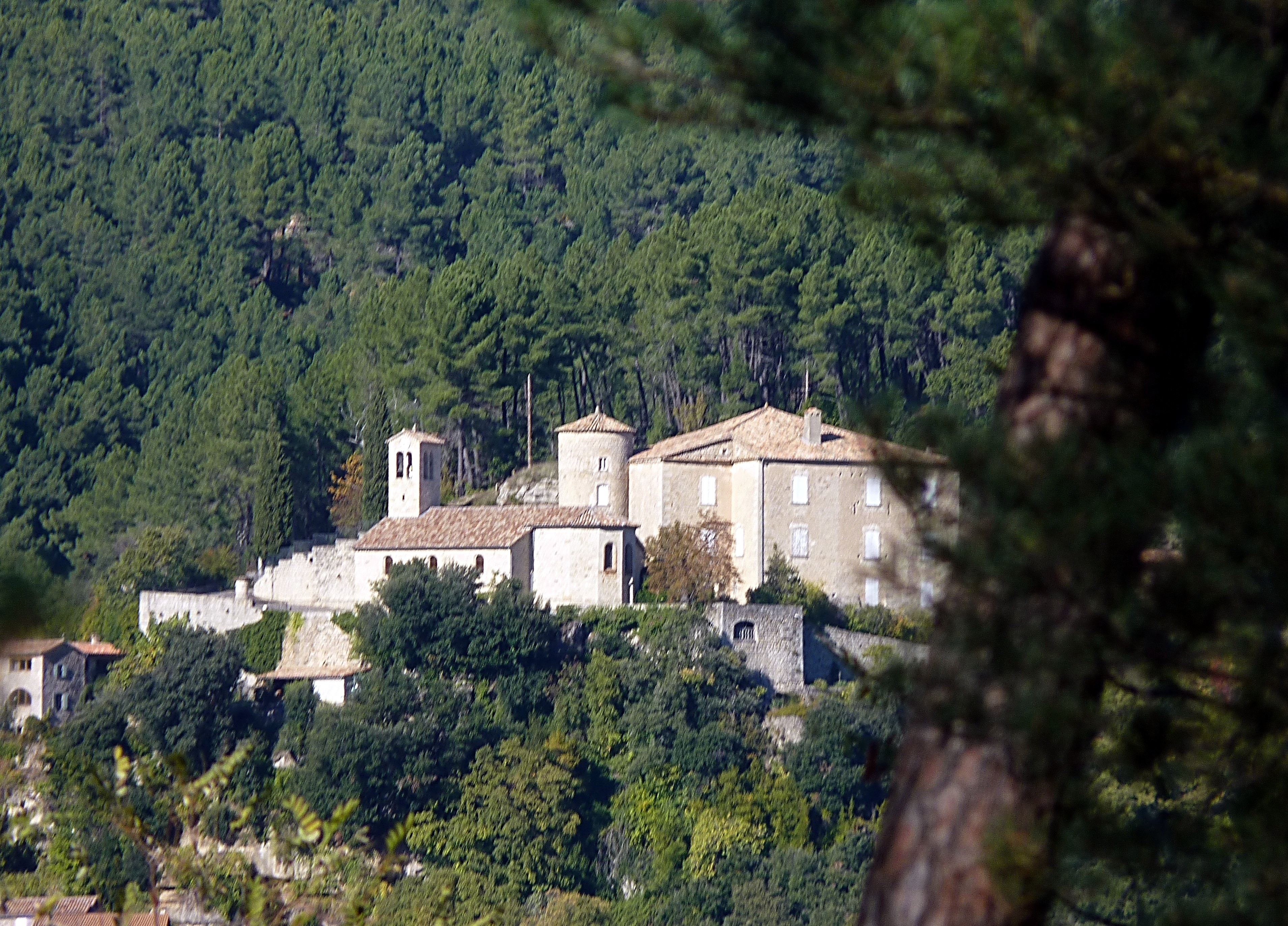
Риб
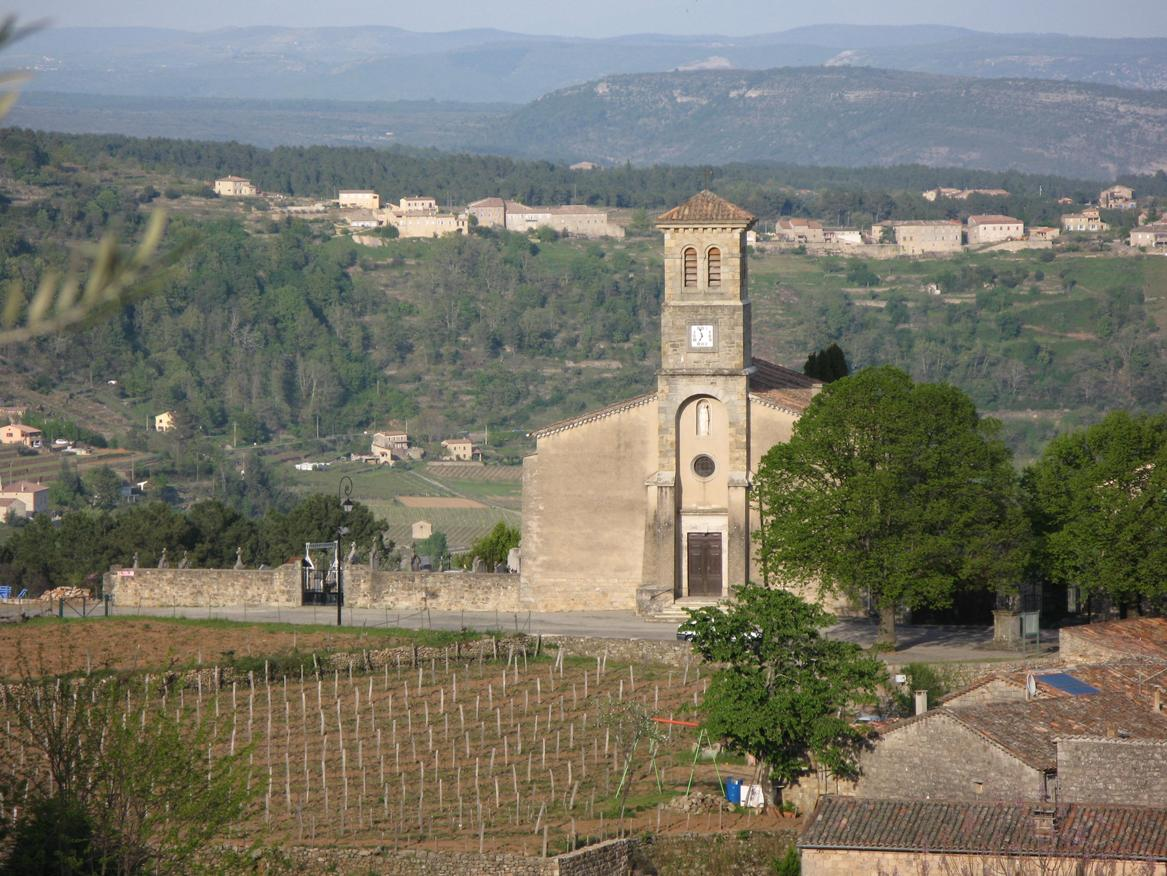
Церковь
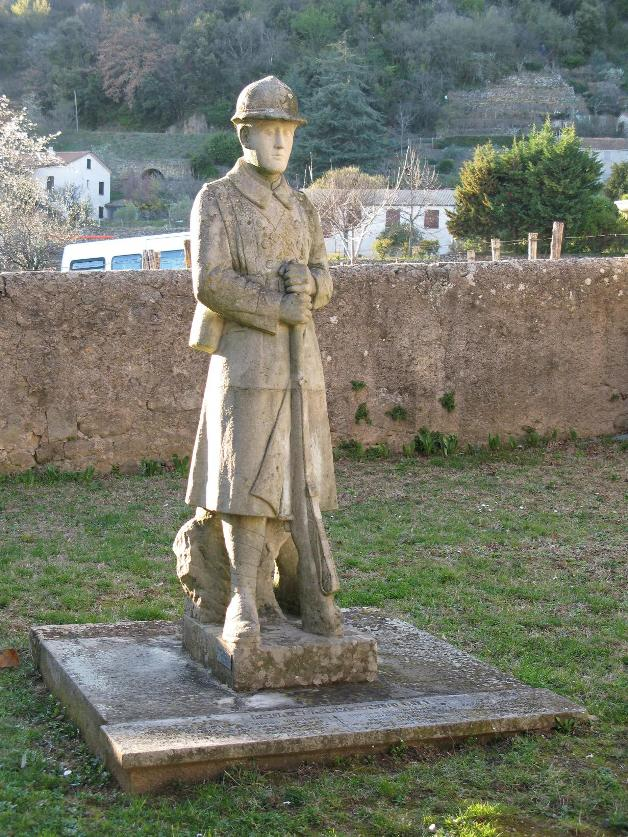
Памятник погибшим в Первой мировой войне
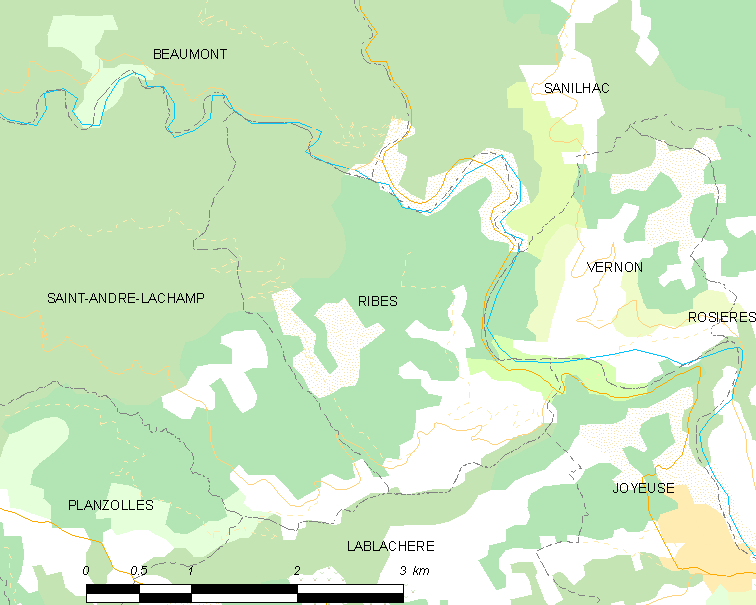
Карта коммуны